# Катриново
Катрино́во (бел. Катрыно́ва) — хутор в Сморгонском районе Гродненской области Белоруссии. Входит в состав Вишневского сельсовета, до 2016 года входил в состав Войстомского сельсовета.
Расположен у восточной границы района. Расстояние до районного центра Сморгонь по автодороге — около 20 км, до центра сельсовета агрогородка Войстом по прямой — чуть более 2,5 км. Ближайшие населённые пункты — Круни, Лозовка, Селище. Площадь занимаемой территории составляет 0,0549 км², протяжённость границ 3010 м.

## История
Хутор отмечен на карте Шуберта (середина XIX века) под названием Катериново в составе Войстомской волости Свенцянского уезда Виленской губернии.
После Советско-польской войны, завершившейся Рижским договором, в 1921 году Западная Белоруссия отошла к Польской Республике и Катриново было включено в состав новообразованной сельской гмины Войстом Свенцянского повета Виленского воеводства. 1 января 1926 года гмина Войстом была переведена в состав Вилейского повета.
В 1938 году значилось как деревня и насчитывало 20 дымов (дворов) и 93 души.
В 1939 году, согласно секретному протоколу, заключённому между СССР и Германией, Западная Белоруссия оказалась в сфере интересов советского государства и её территорию заняли войска Красной армии. Хутор вошёл в состав новообразованного Сморгонского района Вилейской области БССР. После реорганизации административного-территориального деления БССР хутор был включён в состав новой Молодечненской области в 1944 году. В 1960 году, ввиду новой организации административно-территориального деления и упразднения Молодечненской области, Катриново вошло в состав Гродненской области.

## Население
| 1938 | 1999 | 2009 |
| ---- | ---- | ---- |
| 93   | 19   | 14   |

## Транспорт
Через Катриново проходит автомобильная дорога местного значения Н6753 Войстом — Лозовка — Селец — Острово.